# 고 피쉬
《고 피쉬》(Go Fish)는 미국에서 제작된 로즈 트로체 감독의 1994년 영화이다. 기네비어 터너 등이 주연으로 출연하였고 로즈 트로체 등이 제작에 참여하였다. 1994년 선댄스 영화제에서 초연되었으며 해당 행사 기간 중 $450,000에 배급자 사무엘 골드윈에 판매된 최초의 영화이기도 하다. 이 영화는 1994년 6월 게이 프라이드 먼스 기간 중에 개봉되었다.

## 출연

### 주연
- 기네비어 터너
- V.S. 브로디

### 조연
- 미미 웨델

## 기타
- 협력프로듀서: V.S. 브로디